# Tram STEFER: motrici a due piani
Le motrici a due piani della STEFER di Roma, chiamate imperiali o ad imperiale, sono state un gruppo formato originariamente da 8 motrici e 4 rimorchi utilizzati sulle linee tranviarie dei Castelli Romani. Le vetture STEFER sono gli unici tram italiani a due piani costruiti in Italia, dal momento che le due piani milanesi della Milano-Monza erano normali vetture cui il piano superiore (peraltro soppresso nel 1919), veniva aggiunto nei soli mesi estivi.
La denominazione imperiali, oltremodo diffusa, è comunque impropria, perché imperiale è la copertura di qualsiasi mezzo di trasporto pubblico. In realtà, il nome dipende dal fatto che queste vetture erano all'inizio definite come dotate di posti sull'imperiale, donde la semplificazione nel nome.

## Storia

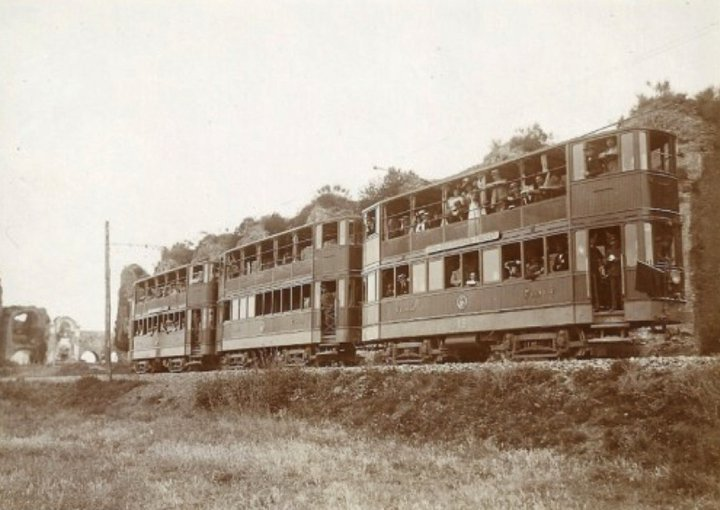
Un convoglio di motrici e rimorchi a due piani in circolazione di prova in via Frascati

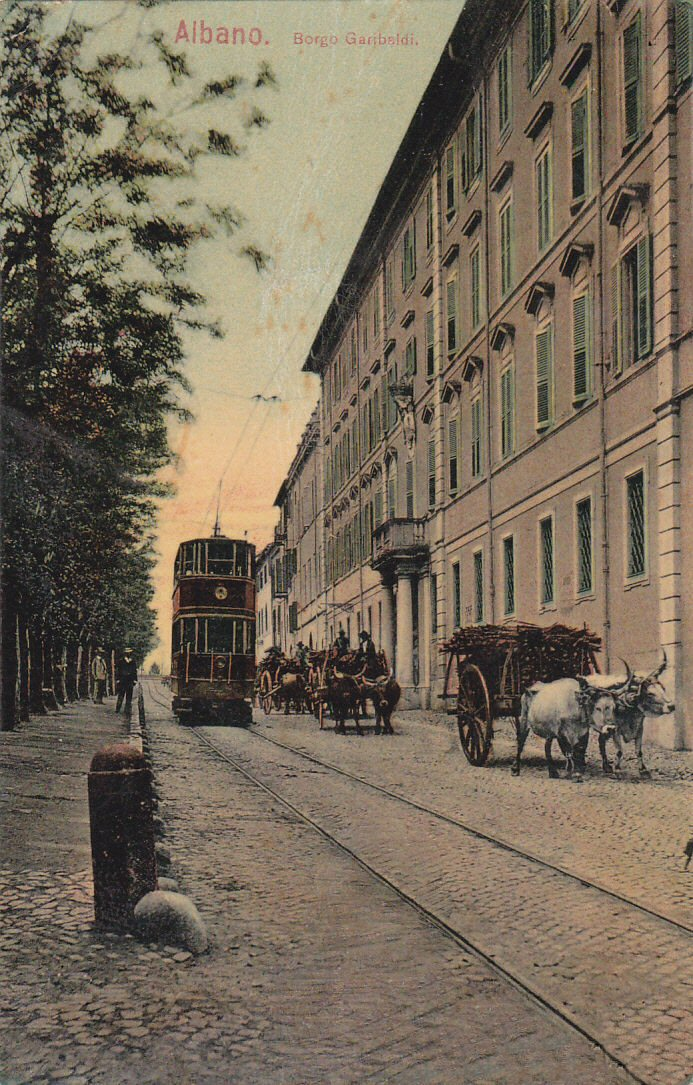
Una due piani in condizioni di origine con trolley a rotella, faro unico frontale e un solo accesso per lato

Nella progettazione della rete dei Castelli fu commesso un grave errore iniziale. La si volle pensare primariamente in funzione delle esigenze gitaiole festive dei romani, senza stare troppo a preoccuparsi dell'eventuale utilizzo che ne avrebbero fatto i castellani per esigenze di studio o lavoro. Il tram a due piani fu quindi introdotto con l'idea di formare grandiosi convogli a tre elementi, due motrici con rimorchio intercalato, da utilizzare per il trasporto delle grandi folle dei giorni di festa, composizioni che si riveleranno all'atto pratico impossibili, oltreché del tutto inutili nei confronti delle caratteristiche che la domanda di trasporto assume fin dai primi tempi.

## Meccanica
Costruite dalla Elettro Ferroviaria Böker in collaborazione con la Diatto si presentano in origine con una elegante cassa in legno con rivestimento esterno in teak e poggiano su carrelli Böker tipo HB233 costruiti su licenza Brill, muniti ognuno, per le motrici, di due motori Thomson-Houston TH2 da 60 hp l'uno. I rotabili dispongono di freno ad aria moderabile ed automatico su due condotte, del tipo di quello comunemente usato sui tram urbani, con l'aria fornita da un motocompressore installato sulle motrici.

## Equipaggiamento elettrico
Quello che rende, o almeno dovrebbe rendere, di avanguardia questi rotabili, sistema largamente pubblicizzato dalla Thomson-Houston, è il sistema di comando indiretto che dovrebbe permettere la formazione di treni composti di due motrici collegate tra loro da un rimorchio, allo scopo dotato dei cavi di comando e relativi accoppiattori di estremità. In realtà tale utilizzo non fu mai possibile a causa dei numerosi problemi nei sistemi di comando multiplo brevettati alle origini del sistema. Quello in uso sulle due piani romane presentava il pericoloso difetto di lasciare la motrice telecomandata in trazione quando il conducente, su quella presenziata, aveva riportato a 0 il controller, col risultato che continuava a spingere anche in fase di frenatura e che la trazione si poteva disinserire solo staccando il trolley dal filo di contatto da parte del fattorino. Oltre a ciò i rimorchi a due piani mal si conciliano con l'andamento della rete ben più che tormentato, caratterizzato non solo da curve strette ma anche da forti pendenze. L'assenza dei motori e di altre apparecchiature nel sottocassa, infatti, sposta il baricentro del rotabile verso l'alto, con una pericolosa tendenza al ribaltamento quando è a pieno carico sull'imperiale.
Dopo un breve periodo di esercizio in composizione a una singola motrice i rimorchi sono ritirati dal servizio e trasformati anch'essi in motrici (trasformazione per la quale erano già predisposti), cosicché già dal 1910 il gruppo è formato da 12 vetture a due piani tutte motrici.

## Servizio
L'uso delle composizioni di motrice-rimorchio a due piani si ricava dalle notizie relative ad un grave incidente avvenuto il 15 luglio 1906, quindi nei primissimi tempi di esercizio, sulla tratta Frascati-Grottaferrata. 
()

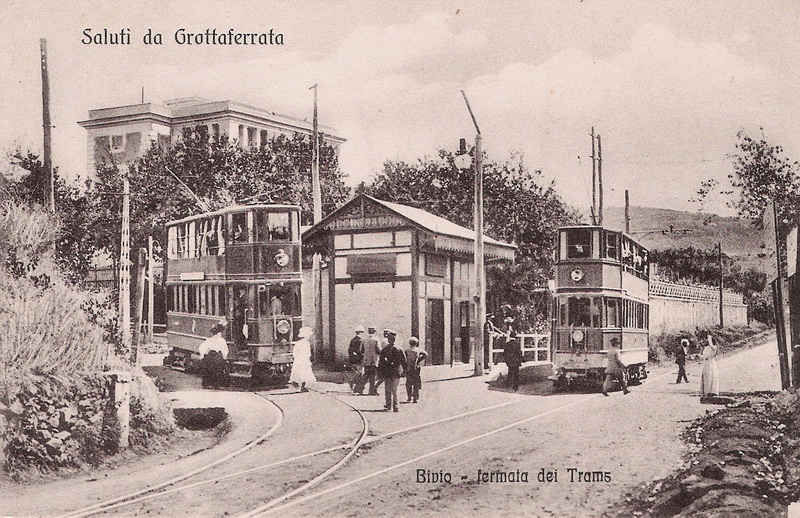
Bivio di Grottaferrata

All'incirca nel 1920 il comando originario Thomson-Houston è sostituito da un comando diretto su circuito fornito dalla CGE con motori GE216 da 50 hp e comando diretto con controller K35. Le imperiali torneranno a trainare rimorchi solo dal 1935, dopo varie trasformazioni, e saranno sempre quelli ad accesso centrale del 1921, usati anche in composizione alle vetture gruppo 70.

## Vicende successive
Le imperiali sono state ottime vetture e si sono rivelate oltremodo longeve. Sono quasi tutte in servizio allo scoppio della guerra e almeno tre vetture la superano, rimanendo in servizio fino al 1958-1959. Nel corso della lunga attività sono state sottoposte a numerose modifiche:
- condizione di origine: cassa in doghe di legno, un accesso per fiancata, faro anteriore unico, accoppiatore del comando multiplo, presa di corrente a trolley;
- modifica I: un accesso per fiancata, doppio faro anteriore, presa di corrente a trolley;
- modifica II: cassa in doghe di legno, due accessi per fiancata, doppio faro anteriore, presa di corrente a trolley;
- modifica III (verso il 1935): cassa in lamiera bianco e bleu, due accessi per fiancata, doppio faro anteriore, presa di corrente a pantografo; dopo queste ultime modifiche le imperiali sono nuovamente ammesse al traino di un rimorchio.

## Numerazione
Le motrici a due piani fanno parte della dotazione di origine della rete, e sono numerate 10-21 senza un'apparente distinzione tra motrici e rimorchi. Poiché di questi ultimi nelle immagini si distingue solo quello numerato 15 si ritiene che sia stata operata la suddivisione motrici 10-13, rimorchi 14-17, motrici 18-21: le composizioni a tre elementi avrebbero quindi rispettato l'ordine di una motrice del primo gruppo, un rimorchio, una motrice del secondo gruppo. Poiché il gruppo impegna le decine 1 e 2 le coeve motrici a due assi sono numerate 30-37, coi rimorchi che prendono la numerazione 105-112. Con la decisione di raggruppare le motrici a carrelli nelle decine alte vengono rinumerate 41-52, con parte dei numeri originari che saranno occupati (da 10 a 14), dalle motrici napoletane.

## Riepilogo dati
| anno          | 1905                       | 1905                       | ric. 1920                  | ric. 1937                  |
| numeri        | 10-21                      | 10-21                      | 10-21                      | 41-52                      |
| meccanica     | Elettro Ferroviaria Boeker | Elettro Ferroviaria Boeker | Elettro Ferroviaria Boeker | Elettro Ferroviaria Boeker |
| eq. elettrico | TH                         | —                          | CGE                        | CGE                        |
| rodiggio      | Bo+Bo                      | 2+2                        | Bo+Bo                      | Bo+Bo                      |
| lunghezza (m) | 11800                      | 11800                      | 11800                      | 11800                      |
| carrelli      | Boeker HB233 (Brill)       | Boeker HB233 (Brill)       | Boeker HB233 (Brill)       | Boeker HB233 (Brill)       |
| motori        | TH2                        | —                          | GE216, GE242               | GE216, GE242               |
| potenza (CV)  | 4×60                       | —                          | 4×50, 4×60                 | 4×50, 4×60                 |